# Nivel laser

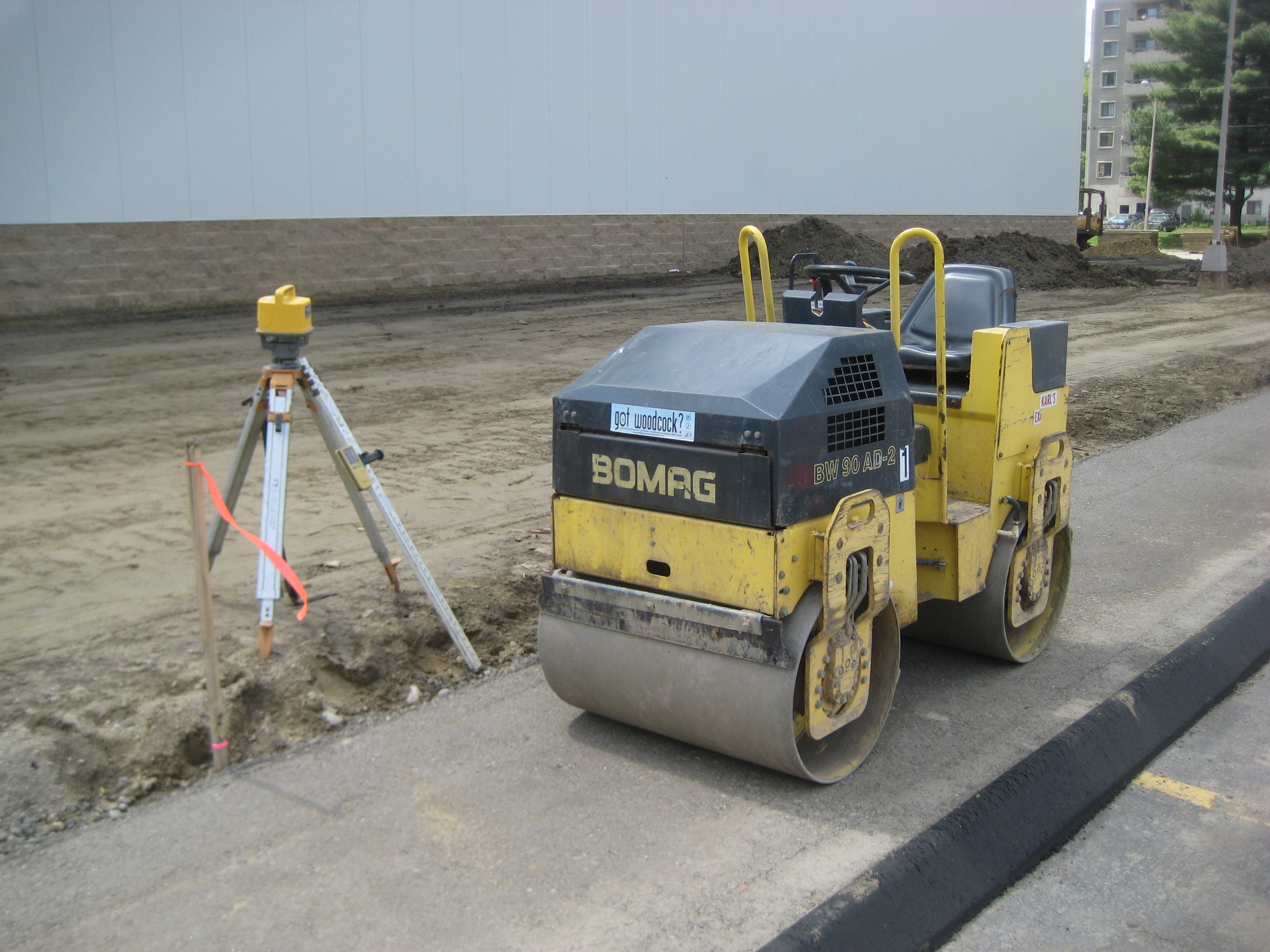
Un nivel láser usado para compactación de pavimento.

Un nivel láser es una herramienta electrónica para topografía y construcción que sirve para determinar nivelaciones en un plano horizontal tanto como vertical láser al estar montado sobre un tripié. El rayo láser es proyectado desde una cabeza rotatoria con un espejo para barrer el rayo en un eje vertical. Si el espejo no está autonivelando, el instrumento normalmente cuenta con tornillos ajustables para orientar el proyector. 
Para su aplicación, el operador carga un bastón (estadal) que está equipado con un sensor movible que puede detectar el rayo láser y dar una señal (normalmente mediante un sonido, aunque también los hay con pantalla para generar una señal visual) cuando el sensor esta en línea con el haz. La posición del sensor en el bastón graduado permite la comparación de elevaciones entre diferentes puntos del terreno.
Otro tipo es el láser montado en una torre se usa en combinación con un sensor montado en la rueda de un tractor para el proceso de nivelación de tierras a casi un plano (por ejemplo para usos de agricultura) con solo una breve inclinación para drenado. El nivel láser fue inventado por Steve Orosz. Patente US. 5836081.
Convertir un punto en una línea usando una lente. Este tipo de nivel no requiere un gran motor para crear la ilusión de una línea con un punto.

## Tipos de nivel láser
Existen muchos tipos de niveles láser diferente, cada unos de los cuales nos ofrece ciertas ventajas para determinadas funciones, los más habituales de los cuales son:
Nivel láser autonivelante
Los niveles autonivelantes son el tipo de nivel láser con una función automática de nivelación, que nos facilitan la nivelación y nos indican que está bien nivelado.
Nivel láser de líneas
Los niveles láser de líneas son el tipo de nivel láser que proyectan líneas de luz láser, tipo que resulta ideal para alinear verticalmente y horizontalmente.
Muy utilizados para alicatados e instalaciones en interiores.
Nivel láser de puntos
Los niveles láser de puntos son los niveles que nos marcan los puntos de nivel y plomo.
Son un tipo de nivel bastante básico que se utiliza en interiores, pero al marcarnos solo el punto acostumbran a ser muy precisos.
Nivel láser rotativo
Los niveles láser rotativos son los que disponen de un cabezal rotatorio con un diodo que transmite la luz láser.
Son los más habituales para exterior y nos permiten determinar niveles y calcular pendientes.
Nivel láser de superficie
Los niveles láser de superficie son el tipo diseñado para comprobar la nivelación de superficies como pueden ser suelos o pavimentos.